# Kavadartsi
Kavadartsi (Macedonisch: Кавадарци) is een stad en gemeente in het zuiden van Noord-Macedonië. De gemeente heeft 38.741 inwoners (2002).
Kavadartsi ligt 230 tot 270 meter boven de zeespiegel, in de vallei Tikvesj. De stad heeft een oppervlakte van ongeveer 1132 km². Er is geen luchthaven of treinstation. Als nederzetting wordt Kavadartsi voor het eerst genoemd in een document uit 1823, waar het als een klein dorpje wordt beschreven, met 2000 inwoners. In de 19e eeuw begint Kavadartsi de vormen van een stad aan te nemen. De kerktoren, die bekendstaat als Marco's toren, dateert mogelijk van rond de 18e eeuw. Vlak bij de stad toont een archeologische vindplaats aan dat er in de omgeving al een nederzetting was ten tijde van vóór en uit de Middeleeuwen.